# Gruppen for Europæisk Frihed og Direkte Demokrati
Europæisk Frihed og Direkte Demokrati eller engelsk Europe of Freedom and Direct Democracy (EFDD) er en højreorienteret euroskeptisk politisk gruppering i Europa-Parlamentet.

## Medlemspartierne
Europæisk Frihed og Demokrati havde i alt 45 valgte medlemmer af Europa-Parlamentet mellem 2014-2019:
| Medlemsstat    | Parti                    | EP-medlemmer | Tidligere gruppe                     |
| -------------- | ------------------------ | ------------ | ------------------------------------ |
| Tjekkiet       | Strana svobodných občanů | 1            | ingen                                |
| Frankrig       | Joëlle Bergeron (ex-FN)  | 1            | ingen                                |
| Polen          | KORWiN                   | 1            | ingen                                |
| Italien        | Movimento 5 Stelle       | 17           | ingen                                |
| Litauen        | Tvarka ir teisingumas    | 1            | Union for Nationernes Europa (-2009) |
| Sverige        | Sverigedemokraterna      | 2            | ingen                                |
| Storbritannien | UK Independence Party    | 22           | Independence/Democracy (-2009)       |